# Setmana Catalana de 1968
La Setmana Catalana de 1968, va ser la 6a edició de la Setmana Catalana de Ciclisme. Es disputà en 7 etapes del 26 al 31 de març de 1968. El vencedor final fou Mariano Díaz de l'equip Fagor per davant de Luis Pedro Santamarina i Eusebio Vélez Mendizábal.
En aquesta edició es produeixen moltes novetats. La cursa continuava formant-se de trofeus independents però en lloc dels punts, el guanyador final es decidia pels temps acumulats. El Trofeu Masferrer deixava de formar part de la "Setmana", i s'afeigien dos de nous, i així s'arribava a les 7 proves.
Equips estrangers com el Faema o el Bic s'hi van apuntar i ben aviat es va demostrar el seu domini. Les quatre primeres etapes van ser guanyades per ciclistes belgues, però quan la cursa estava liderada rotundament per Eddy Merckx, el ciclista belga va haver de deixar la cursa, per estar a la sortida del Tour de Flandes, sinó es veuria sancionat. Així, Mariano Díaz, ho va aprofitar per emportar-se la victòria final.

## Etapes
| Etapa | Data       | Ciutats d'etapa          | km    | Vencedor de l'etapa           | Líder de la general          |
| ----- | ---------- | ------------------------ | ----- | ----------------------------- | ---------------------------- |
| 1a    | 26 de març | Barcelona – Girona       | 160,0 | Martin van den Bossche (BEL)  | Martin van den Bossche (BEL) |
| 2a    | 27 de març | Figueres – Sabadell      | 175,0 | Guido Reybrouck (BEL)         | Eddy Merckx (BEL)            |
| 3a    | 28 de març | Terrassa – Manresa (CRI) | 35,0  | Eddy Merckx (BEL)             | Eddy Merckx (BEL)            |
| 4a    | 28 de març | Manresa - Lleida         | 128,0 | Guido Reybrouck (BEL)         | Eddy Merckx (BEL)            |
| 5a    | 29 de març | Lleida - Castelldefels   | 178,0 | Paul Lemetayer (FRA)          | Mariano Díaz (ESP)           |
| 6a    | 30 de març | Barcelona - Tarragona    | 150,0 | Domingo Perurena (ESP)        | Mariano Díaz (ESP)           |
| 7a    | 31 de març | Reus - Barcelona         | 163,0 | José Martínez Esterlich (ESP) | Mariano Díaz (ESP)           |

### 1a etapa (VI Trofeu Doctor Assalit)[1]
26-03-1968: Barcelona – Girona, 160,0 km.:
|   | Ciclista                     | Equip | Temps      |
| - | ---------------------------- | ----- | ---------- |
| 1 | Martin van den Bossche (BEL) | Faema | 4h 20' 55" |
| 2 | Eddy Merckx (BEL)            | Faema | m. t.      |
| 3 | Domingo Perurena (ESP)       | Fagor | + 1"       |

### 2a etapa (IV Trofeu Torres-Serdan)[2]
27-03-1968: Figueres – Sabadell, 175,0 km.:
|   | Ciclista              | Equip | Temps     |
| - | --------------------- | ----- | --------- |
| 1 | Guido Reybrouck (BEL) | Faema | 4h 58' 25 |
| 2 | Eddy Merckx (BEL)     | Faema | m. t.     |
| 3 | Mariano Díaz (ESP)    | Fagor | + 16"     |

### 3a etapa (I Trofeu Dicen)[3]
28-03-1968: Terrassa – Manresa (CRI), 35,0 km.:
|   | Ciclista           | Equip | Temps    |
| - | ------------------ | ----- | -------- |
| 1 | Eddy Merckx (BEL)  | Faema | 52' 13"  |
| 2 | Luis Ocaña (ESP)   | Fagor | + 2' 07" |
| 3 | Mariano Díaz (ESP) | Fagor | + 2' 20" |

### 4a etapa (I Trofeu Marià Cañardo)[3]
28-03-1968: Manresa – Lleida, 128,0 km.:
|   | Ciclista              | Equip | Temps      |
| - | --------------------- | ----- | ---------- |
| 1 | Guido Reybrouck (BEL) | Faema | 2h 53' 25" |
| 2 | Paul Lemetayer (FRA)  | Bic   | m. t.      |
| 3 | Eddy Merckx (BEL)     | Faema | m. t.      |

### 5a etapa (XXIIITrofeu Jaumendreu)[4]
29-03-1967: Lleida - Castelldefels, 178,0 km. :
|   | Ciclista                          | Equip | Temps      |
| - | --------------------------------- | ----- | ---------- |
| 1 | Paul Lemetayer (FRA)              | Bic   | 5h 32' 16" |
| 2 | Serge Bolley (FRA)                | Bic   | m. t.      |
| 3 | José Ramón Goyeneche Bilbao (ESP) | Karpy | m. t.      |

### 6a etapa (XVIII Trofeu Juan Fina)[5]
30-03-1968: Barcelona - Tarragona, 150,0 km. :
|   | Ciclista                     | Equip | Temps      |
| - | ---------------------------- | ----- | ---------- |
| 1 | Domingo Perurena (ESP)       | Fagor | 3h 42' 28" |
| 2 | Juan José Sagarduy (ESP)     | Karpy | m. t.      |
| 3 | Martin van den Bossche (BEL) | Faema | m. t.      |

### 7a etapa (VI Gran Premi de la Federació catalana de ciclisme)[6]
31-03-1968: Reus - Barcelona, 163,0 km. :
|   | Ciclista                      | Equip     | Temps      |
| - | ----------------------------- | --------- | ---------- |
| 1 | José Martínez Esterlich (ESP) | La Casera | 4h 51' 40" |
| 2 | Luciano Soave (ITA)           | Faema     | m. t.      |
| 3 | José María Errandonea (ESP)   | Fagor     | + 2"       |

## Classificació General
|    | Ciclista                       | Equip      | Punts       |
| -- | ------------------------------ | ---------- | ----------- |
| 1  | Mariano Díaz (ESP)             | Fagor      | 27h 14' 02" |
| 2  | Luis Pedro Santamarina (ESP)   | Fagor      | + 35"       |
| 3  | Eusebio Vélez Mendizábal (ESP) | Kas-Kaskol | + 1' 33"    |
| 4  | Martin van den Bossche (BEL)   | Faema      | + 2' 40"    |
| 5  | Guido de Rosso (ITA)           | Faema      | + 2' 41"    |
| 6  | Jesús Manzaneque (ESP)         | La Casera  | + 2' 58"    |
| 7  | Domingo Perurena (ESP)         | Fagor      | + 2' 59"    |
| 8  | Arie den Hartog (NED)          | Faema      | + 3' 04"    |
| 9  | Juan Silloniz (ESP)            | La Casera  | + 3' 43"    |
| 10 | Jean-Claude Genty (FRA)        | Bic        | + 4' 09"    |